# Comuna Højreby
Højreby (Højreby Kommune) a fost o comună din comitatul Storstrøm Amt, Danemarca, care a existat între anii 1970-2006. Comuna avea o suprafață totală de 127,79 km² și o populație de 4.062 de locuitori (în 2004), iar din 2007 teritoriul său face parte din comuna Lolland.
1. ↑  Danske borgmestre 1970-2018 (PDF)